# Sabarey
Sabarey (llamada oficialmente Santa María Madanela de Sabarei) es una parroquia española del municipio de Corgo, en la provincia de Lugo, Galicia.

## Otras denominaciones
La parroquia también es conocida por el nombre de Santa María Magdalena de Sabarei.

## Organización territorial
La parroquia está formada por tres entidades de población:
- Carretera (A Estrada)
- Sabarei de Abaixo
- Sabarei de Arriba

## Demografía
| Gráfica de evolución demográfica de Sabarey entre 2000 y 2019 |
|                                                               |
| Datos según el nomenclátor publicado por el INE.              |